# بادی ابسن
بادی ابسن (انگلیسی: Buddy Ebsen؛ ۲ آوریل ۱۹۰۸ – ۶ ژوئیهٔ ۲۰۰۳) یک هنرپیشه و خواننده اهل ایالات متحده آمریکا بود. وی بین سال‌های ۱۹۲۸ تا ۲۰۰۱ میلادی فعالیت می‌کرد.

## گزیدهٔ فیلم‌شناسی

### سینما
- گروه خانواده یک و تنها، اصلی (۱۹۶۸)
- صبحانه در تیفانی (۱۹۶۱)
- ترانه ۱۹۳۶ برادوی (۱۹۳۵)

### تلویزیون
- ایستگاه اتوبوس (۱۹۶۲–۱۹۶۱)
- دیوی کراکت (۱۹۵۵–۱۹۵۴)